# ساکو-فولبه

ساکو-فولبه شهری در شهرستان کونگوسی در استان بام در بورکینافاسوی شمالی است و جمعیت آن ۶۳ نفر است.